# Месса си минор
Месса си минор, Месса h-moll (нем. Messe in h-moll, h-Moll-Messe) BWV 232 — музыкальное произведение Иоганна Себастьяна Баха для солистов, хора, оркестра и basso continuo, на традиционный (латинский) текст католического ординария. Наряду со Страстями по Матфею, самое масштабное сочинение Баха. Дата создания — 1748 или 1749 год. Впервые полностью исполнена в 1835 году. Примерная продолжительность в аутентичном исполнении — 104-108 минут (Ф. Брюгген, Дж. Э. Гардинер, Ф. Херревеге), в консервативном академическом исполнении — 122-132 минуты (Г. фон Караян, С. Челибидаке, Р. Шоу).

## Название

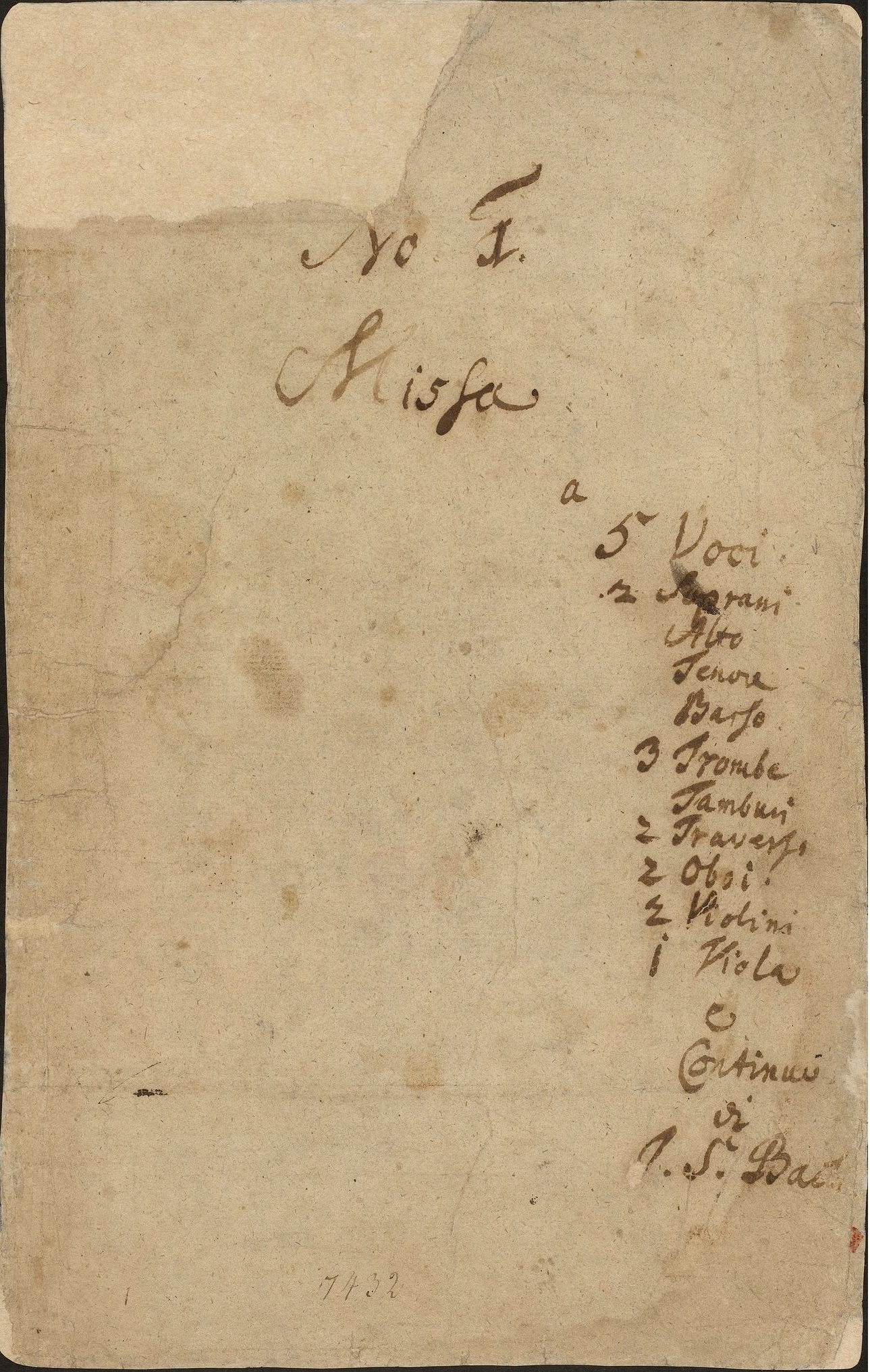
Титульный лист автографа Баха с заголовком Missa

Бах не дал какого-либо специфического названия целостному произведению, в автографе первых двух частей использовал латинское слово Missa (а не немецкое Messe). В каталоге сочинений отца, составленном К. Ф. Э. Бахом (1790), обозначена как «большая католическая месса» (нем. große catholische Messe). Распространённый ныне заголовок «Месса h-moll» (нем. Messe in h-moll) восходит к К. Ф. Цельтеру, который в 1811 г. включил мессу в репертуар (руководимой им) берлинской Певческой академии. В действительности только первая часть и несколько частей внутри композиции написаны в h-moll, другие же части написаны в D-dur, fis-moll, g-moll, G-dur и др. тональностях (чаще других встречается D-dur, которым и заканчивается произведение). В эпоху романтизма (начиная с 1845, в томе из первого полного собрания сочинений Баха) получил распространение заголовок «высокая месса» (нем. die Hohe Messe), ныне практически вышедший из употребления.

## История создания и исполнения
Причины, побудившие Баха к созданию грандиозной композиции, остаются неясными. Все предположения прошлых и нынешних баховедов носят гипотетический характер. Так, по Дж. Рифкину, «ни одна из прежних попыток идентифицировать конкретный повод для этого сочинения не выглядит убедительной. Более вероятно, что Бах стремился создать парадигматический образец вокальной композиции и в то же время внести свой вклад в историю музыкальной мессы, наиболее ответственного и престижного (наряду с оперой) жанра». Тот факт, что в Мессе не используется обычный для кантатно-ораториальной музыки Баха тематизм лютеранских церковных песен (так называемого протестантского хорала), а также тот факт, что в качестве текстовой основы взят традиционный латинский ординарий (в некоторых лютеранских церквах Германии использовались латинские тексты, но никогда — полный ординарий), исключают функционирование Мессы h-moll в современном композитору протестантском обиходе; сочинение задумывалось Бахом, вероятно, как концертная, а не как церковная музыка.
Музыку Мессы, венчающей его творческую карьеру, Бах обдумывал в течение многих лет. Так, Sanctus он написал ещё в 1724 для первого дня Рождества. Kyrie и Gloria были написаны для лютеранской мессы в 1733. В конце 1740-х гг. прежде написанные части ординария композитор основательно переработал и отшлифовал. Автограф Мессы в окончательном виде датируют 1748 или 1749 годом.
Баховеды убеждены, что для других частей Мессы (помимо Kyrie, Gloria и Sanctus) Бах заимствовал материал, главным образом, из своих прежних кантат и ораторий (в этом случае они говорят о «пародии»), хотя это заимствование в ряде случаев неочевидно. Например, прототип Agnus Dei в альтовой арии «Ach, bleibe doch, mein liebstes Leben» из Вознесенской оратории (BWV 11) неоспорим. В то же время, прототипом Et expecto считается хор «Jauchzet, ihr erfreuten Stimmen» из 120-й кантаты, хотя непосредственно на слух установить какую-либо связь между мистическим, насыщенным хроматизмами Et expecto (со знаменитой энгармонической модуляцией) Мессы и ликующим хором из BWV 120, написанном без каких-либо гармонических изысков, в чистой диатонике, вряд ли возможно. Для некоторых частей цикла (например, Et incarnatus est и Confiteor) «прототипов» в прежних сочинениях Баха музыковедам найти не удалось. По мнению некоторых исследователей, в теме фуги Kyrie eleison (в третьем разделе этой части) зашифрована фамилия Bach .
Достоверных свидетельств о прижизненном исполнении Мессы нет. В 1811 она вошла в репертуар Певческой академии в Берлине (нем. Sing-Akademie zu Berlin) благодаря усилиям её тогдашнего руководителя К. Ф. Цельтера, рассматривавшего Мессу h-moll как «величайший шедевр, который мир когда-либо видел» (das größte Kunstwerk das die Welt je gesehen hat). Первое публичное исполнение Мессы (в два вечера) состоялось силами той же академии под руководством К. Ф. Рунгенхагена в 1835 году.

## Структура мессы
I. Kyrie
1. Kyrie eleison — Господи, помилуй. 5-голосный хор (Soprano I, II, Alto, Tenor, Bass)
2. Christe eleison — Христос, помилуй. Дуэт (soprano I,II)
3. Kyrie eleison — Господи, помилуй. 4-голосный хор (Soprano, Alto, Tenor, Bass)

II. Gloria
1. Gloria in excelsis Deo — Слава в вышних Богу. 5-голосный хор (Soprano I, II, Alto, Tenor, Bass)
2. Et in terra pax — И на земле мир. 5-голосный хор (Soprano I, II, Alto, Tenor, Bass)
3. Laudamus te — Хвалим Тебя. Ария (soprano II)
4. Gratias agimus tibi — Благодарим Тебя. 4-голосный хор (Soprano, Alto, Tenor, Bass)
5. Domine Deus — Господи Боже. Дуэт (soprano I, tenor)
6. Qui tollis peccata mundi — Взявший грехи мира. 4-голосный хор (Soprano II, Alto, Tenor, Bass)
7. Qui sedes ad dexteram Patris — Сидящий одесную Отца. Ария (alto)
8. Quoniam tu solus sanctus — Ибо Ты Один свят. Ария (bass)
9. Cum Sancto Spiritu — Со Духом Святым. 5-голосный хор (Soprano I, II, Alto, Tenor, Bass)

III. Credo
1. Credo in unum Deum — Верую во единого Бога. 5-голосный хор (Soprano I, II, Alto, Tenor, Bass)
2. Patrem omnipotentem — Отца Вседержителя. 4-голосный хор (Soprano, Alto, Tenor, Bass)
3. Et in unum Dominum — И во единого Господа. Дуэт (soprano I, alto)
4. Et incarnatus est — И воплотился. 5-голосный хор (Soprano I, II, Alto, Tenor, Bass)
5. Crucifixus — Был распят. 4-голосный хор (Soprano II, Alto, Tenor, Bass)
6. Et resurrexit — И воскрес. 5-голосный хор (Soprano I, II, Alto, Tenor, Bass)
7. Et in Spiritum Sanctum — И в Духа Святого. Ария (Bass)
8. Confiteor — Исповедую [единое крещение]. 5-голосный хор (Soprano I, II, Alto, Tenor, Bass)
9. Et expecto — И чаю [воскресения мертвых]. 5-голосный хор (Soprano I, II, Alto, Tenor, Bass)

IV. Sanctus, Hosanna, Benedictus
1. Sanctus — Свят [Господь Саваоф]. 6-голосный хор (Soprano I, II, Alto I, II, Tenor, Bass)
2. Hosanna — Осанна в вышних. 8-голосный (двойной) хор (Soprano I, II, Alto I, II, Tenor I, II, Bass I, II)
3. Benedictus — Благословен. Ария (Tenor)
4. Hosanna (da capo) — Осанна (окончание). 8-голосный (двойной) хор

V. Agnus Dei
1. Agnus Dei — Агнец Божий. Ария (alto)
2. Dona nobis pacem — Даруй нам мир. 4-голосный хор (Soprano, Alto, Tenor, Bass). Музыка повторяет «Gratias agimus tibi» из «Gloria».

## Дискография
Многие крупные дирижёры XX века считали за правило оставить после себя запись си-минорной мессы Баха. Аудиозаписи в академическом стиле (с использованием большого хора и большого симфонического оркестра) сделали О. Клемперер, Г. фон Караян, К. М. Джулини, К. Рихтер, Х. Риллинг, Р. Шоу (четыре записи, наиболее известна запись 1960 года) и др.
Начиная с 1980-х гг. месса Баха исполняется, как правило, в аутентичном стиле. Широкое распространение получили HIP-аудиозаписи под руководством Н. Арнонкура (1968, 1986), Дж. Э. Гардинера (1985), Г. Леонхардта (1985), Ф. Херревеге (1988, 1996), Р. Якобса (1992), Д. Фазолиса (1997), С. Кёйкена (2000), М. Судзуки (2007) и др.